# Marco Ciardi (giocatore di calcio a 5)
Marco Ciardi (Roma, 9 febbraio 1966) è un allenatore di calcio a 5 ed ex giocatore di calcio a 5 italiano.

## Carriera

### Giocatore
Cresciuto sportivamente nel circolo romano Sporting club Eur, partecipa alla prima edizione del campionato di serie A diviso in fasi regionali. 
Da quel momento colleziona circa quattrocento presenzenella massima divisione nazionale nel corso di una carriera lunga oltre vent'anni.
"Era per la creatività al potere, ed inseguiva il sogno di vincere incantando il pubblico" (cit. Giovanni Malagò da "Il mio Mondo in 40 metri" casa editrice La Sapienza).
Giocatore dal grande bagaglio tecnico si dedica a questa disciplina dal 1983, diventando uno degli interpreti storici del calcetto italiano. 
Dopo un paio di stagioni nella capitale si trasferisce ad Avezzano dove conquista il diritto a partecipare alla prima edizione del campionato a girone unico nazionale, ed una coppa Abruzzo, dividendo lo spogliatoio tra gli altri, con gli amici Mario Patriarca, Mauro Marchione e Corrado Roma. 
Dopo una breve parentesi al Torrino Sporting Club, sotto la guida di Alessandro Nuccorini, si trasferisce in Sardegna alla Delfino calcio a 5.
Nella compagine sarda, in quella stagione guidata da Giuseppe Stasio, gioca per due anni, creando un legame indissolubile con la terra ed i suoi abitanti, e partecipando ad una edizione dei play off scudetto sul campo del foro italico di Roma. 
Nel 1993 veste la maglia della pluridecorata compagine della Roma RCB con la quale vince un campionato di serie B e partecipa ancora una volta ai play off scudetto, arrendendosi solo nei quarti di finale alla BNL Roma.
Nella successiva stagione agonistica, viene tesserato con il Ladispoli calcio a 5 sotto la guida tecnica di Fulvio Colini, con la squadra che ancora una volta accede alle fasi finali sul campo del foro italico. 
Nel campionato 1997 torna a difendere i colori dell'Avezzano e rimane per altre due stagioni nel sodalizio marsicano, al termine delle quali veste la maglia del Marino Calcetto, prima di tornare ancora una volta in Sardegna per giocare con la Polisportiva Quartu 2000 allenata da Gianni Melis. 
Giunta al termine l'esperienza Sarda, opta per il trasferimento in Campania nell'isola di Ischia, dove conclude la sua carriera agonistica all'età di 38 anni.

### Nazionale
Il 4 febbraio 1990, quando militava nell'Avezzano, viene convocato presso il palazzo dello sport di Jesi nella rappresentativa del girone B della massima serie insieme a Corrado Roma per le successive selezioni della nazionale maggiore.

### Allenatore
Dal 2002 al 2013 allena numerose squadre di calcio a 5 anche femminili. Nel 2009 partecipa al corso come allenatore di calcio a cinque presso il Centro Tecnico Federale di Coverciano e consegue l'attestato di allenatore di primo livello. 
Nel 2012-2013 diventa allenatore della società Ads 704 calcio a 5 di Serie C2 e a fine anno decide di ritirarsi dopo oltre 30 anni di carriera sui campi di calcio a 5.

### Altre esperienze
Nel 2015 pubblica, grazie alla collaborazione con la casa editrice "La Sapienza" di Roma, il libro autobiografico "Il mio mondo in quaranta metri" nel quale racconta la sua ventennale esperienza nel panorama del calcio a cinque italiano, con la prefazione del Presidente del C.O.N.I. Giovanni Malagò.